# Generalkaptenskapet Chile
Generalkaptenskapet Chile (spanska: Capitanía General de Chile) eller Gobernación de Chile, var ett administrativt territorium i Vicekungadömet Peru åren 1541 till 1818, då det förklarade sig självständigt, som Republiken Chile. 
Chile blev aldrig vicekungadöme, och kallades i stället för generalkaptenskap då området ofta var krigsdrabbat och ofta styrdes av en militär eller adelsman och inte en vicekung.
Benämningen hade dock en symbolisk grund, då Filip III var generalkapten av Chile flera år innan han blev kung av Spanien.

### Fotnoter
1. ↑  ”Historia”. 2 mars 2006. Arkiverad från originalet den 12 maj 2014. https://web.archive.org/web/20140512230836/http://latinamerika.nu/l-nder/ecuador/historia. Läst 4 mars 2012.
2. ↑  La Aurora de Chile (spanska)